# Gianfranco Piccioli
Gianfranco Piccioli (* 26. Februar 1944 in Viareggio; † 27. November 2022)  war ein italienischer Filmproduzent und -regisseur sowie Drehbuchautor.

## Leben
Piccioli absolvierte die DAMS (Discipline delle Arti, della Musica e dello Spettacolo) in Bologna und sammelte erste Erfahrungen im Filmgeschäft im Jahr 1965 als Script Supervisor bei Maurizio Arena. Er drehte erste Kurzfilme und arbeitete für das Fernsehen bei informativen Formaten wie Ragazzo racconta la tua storie und La terza età. 1972 legte er sein Debüt als Kinoregisseur vor, das Drama Un doppio a metà. Nach zwei weiteren Regiearbeiten – einem Giallo und einer Abenteuerkomödie – verlegte sich Piccioli ab 1977 auf die Produktion von Filmen, darunter alle Werke von Francesco Nuti, mit dem er 1981 die nach ihnen benannte „Union PN“ gründete. Daneben gehörte ihm die Settimaluna Film & Television.

## Filmografie (Auswahl)
Regie, Drehbuch
- 1972: Un doppio a metà
- 1973: Il fiore dai petali d'acciaio (auch Produktion)
- 1976: Puttana galera!

Produktion
- 1977: Strandgeflüster (Casotto)
- 1978: Zwei Väter, ein Kind und die schöne Lucia (Due pezzi di pane)
- 1982: Ich, Chiara und der Finstere (Io, Chiara e lo scuro)
- 1985: Der Himmel war schuld (Tutta colpa del paradiso)
- 1986: Hexerei (Stregati)
- 1988: Einstweilige Verführung (Caruso Pascoski di padre polacco)
- 1994: Tagebuch eines Vergewaltigers (Cronaca di un amore violato)
- 2000: Ein unmögliches Verbrechen (Un delitto impossibile)
- 2014: I calcianti